# Bengt Jönsson (Oxenstierna)

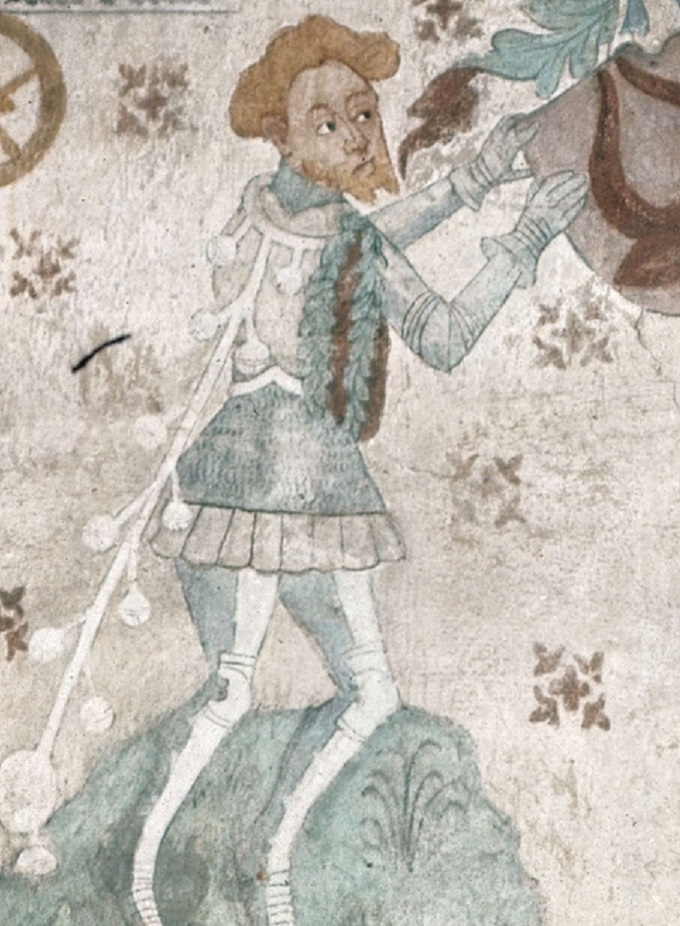
Bengt Jönsson

Bengt Jönsson (Oxenstierna), (1390s-1450s) estadista e nobre sueco. Sob a União Kalmar, ele serviu como co-regente da Suécia, de janeiro a junho de 1448, junto com seu irmão Nils Jönsson (Oxenstierna). Membro do Conselho Privado da Suécia desde 1435 e magistrado de Uplândia em 1439. Apelidado de cavaleiro pelo Rei Cristóvão da Baviera após sua coroação em 1441, e Mestre da Corte Real no mesmo ano.
A sua residência era uma mansão Salsta (Salsta slott) na freguesia de Lena em Norunda, Uplândia. Ele fez grandes doações para a Igreja Tensta (Tensta kyrka) e apareceu em um afresco feito em 1437 pelo artista Johannes Rosenrod.
Casou-se em 1416 com Kristina Kristiernsdotter (Vasa), viúva de Karl Stensson Blad, com quem teve quatro filhos, incluindo Jöns Bengtsson Oxenstierna, arcebispo de Uppsala (1448–1467).